# Sozibius proridens
Sozibius proridens är en mångfotingart som först beskrevs av Charles Harvey Bollman 1887.  Sozibius proridens ingår i släktet Sozibius och familjen stenkrypare. Inga underarter finns listade i Catalogue of Life.